# Gérard Rué
Gérard Rué (* 7. Juli 1965 in Romillé,  Département Ille-et-Vilaine) ist ein ehemaliger professioneller französischer Radrennfahrer und Team-Manager. Er war von 1987 bis 1997 Profi.

## Karriere
Rué begann seine Karriere bei Système U und konnte unter anderem das Rennen Duo Normand gemeinsam mit Thierry Marie gewinnen. 1989 unterstützte er seinen Teamleader Laurent Fignon bei seinem Sieg bei Mailand-San Remo und wurde selbst noch Achter. Im gleichen Jahr wurde er Zweiter beim Midi Libre und holte mit seinen Teamkollegen von Super U einen Etappensieg im MZF auf der zweiten Etappe der Tour de France 1989. 1992 und 1993 wurde er jeweils Zweiter bei der La Flèche Wallonne. 1993 bis 1995 war er ausschließlich Helfer für Miguel Indurain während der Tour de France.
Nach seiner aktiven Zeit wurde Rué 2000 bei Team Euskaltel-Euskadi Team-Assistent und wechselte 2001 zum Team Festina, welches aber zum Ende des Jahres 2001 aufgelöst wurde.

## Erfolge
1987
- Duo Normand (mit Thierry Marie)
- Mannschaftszeitfahren Tour de France
- Französische Bahnmeisterschaft – Punktefahren

1988
- eine Etappe Midi Libre

1989
- Tour du Haut-Var
- Gesamtwertung Midi Libre
- eine Etappe Critérium du Dauphiné Libéré
- eine Etappe Paris–Nizza

1990
- Gesamtwertung Tour Méditerranéen
- Gesamtwertung Midi Libre
- Grand Prix de Cannes

1991
- Französische Meisterschaft – Punktefahren,  Straßenrennen
- eine Etappe Tirreno–Adriatico

1992
- Tour du Haut-Var
- eine Etappe Niederlande-Rundfahrt

1993
- Boucles de l’Aulne
- eine Etappe Vuelta a los Valles Mineros

## Grand-Tours-Platzierungen
| Grand Tour            | 1987 | 1988 | 1989 | 1990 | 1991 | 1992 | 1993 | 1994 | 1995 | 1996 | 1997 |
| --------------------- | ---- | ---- | ---- | ---- | ---- | ---- | ---- | ---- | ---- | ---- | ---- |
| Giro d’ItaliaGiro     | –    | –    | –    | 59   | –    | 30   | 31   | 34   | –    | –    | –    |
| Tour de FranceTour    | –    | –    | 35   | DNF  | 10   | 15   | 46   | 56   | 41   | –    | DSQ  |
| Vuelta a EspañaVuelta | 40   | –    | –    | –    | –    | –    | –    | –    | –    | –    | 88   |

## Straßenradsport-Weltmeisterschafts-Platzierungen
| Weltmeisterschaft   | 1989 | 1990 | 1991 | 1992 | 1993 | 1994 | 1995 | 1996 | 1997 |
| ------------------- | ---- | ---- | ---- | ---- | ---- | ---- | ---- | ---- | ---- |
| StraßenrennenStraße | DNF  | 43   | 21   | 17   | 8    | –    | DNF  | –    | –    |